# 식물육종
식물육종(plant breeding)은 원하는 특성을 생산하기 위해 식물의 특성을 변화시키는 과학이다. 이는 인간과 동물을 위한 제품의 영양 품질을 향상시키는 데 사용되었다. 식물 육종의 목표는 다양한 용도로 독특하고 우수한 특성을 자랑하는 작물 품종을 생산하는 것이다. 가장 자주 언급되는 농업 특성은 생물적 및 비생물적 스트레스 내성, 곡물 또는 바이오매스 생산량, 맛이나 특정 생물학적 분자(단백질, 당, 지질, 비타민, 섬유질)의 농도와 같은 최종 사용 품질 특성 및 생산, 가공(수확, 제분, 베이킹, 맥아 제조, 혼합 등) 용이성과 관련된 특성이다.
식물 육종은 단순히 번식에 적합한 특성을 가진 식물을 선택하는 것부터 유전학과 염색체에 대한 지식을 활용하는 방법, 보다 복잡한 분자 기술에 이르기까지 다양한 기술을 통해 수행될 수 있다. 식물의 유전자는 식물이 어떤 유형의 질적 또는 양적 특성을 갖게 될지를 결정한다. 식물 육종가들은 식물과 잠재적으로 새로운 식물 품종의 특정 결과를 창출하기 위해 노력하며, 그렇게 하는 과정에서 해당 품종의 유전적 다양성을 특정 몇 가지 생물형으로 좁힌다.
이는 정원사 및 농부와 같은 개인과 정부 기관, 대학, 작물 관련 산업 협회 또는 연구 센터와 같은 조직에 고용된 전문 식물 육종가에 의해 전 세계적으로 실행된다. 국제 개발 기관은 수확량이 많고, 질병에 강하고, 가뭄에 강하고, 다양한 환경과 재배 조건에 지역적으로 적응할 수 있는 새로운 품종을 개발함으로써 식량 안전 보장을 보장하는 데 있어 새로운 작물을 육종하는 것이 중요하다고 믿는다.

## 같이 보기
- 농작물
- 식량 안전 보장
- 순화 (생물학)
- 양적 형질 위치
- 생물 다양성 협약
- 국제 식물 신품종 보호 연맹